# Takao Tanabe
Pour les articles homonymes, voir Tanabe.
Takao Tanabe (né le 16 septembre 1926 à Prince Rupert) est un peintre canadien.

## Biographie
Au cours de la Seconde Guerre mondiale, Tanabe et sa famille d'origine japonaise sont envoyés dans des camps d'internement en Colombie-Britannique. Par la suite, Tanabe étudie l'art à la Winnipeg School of Art avant de devenir l'élève d'Hans Hofmann en 1951. Il fait également des études à la Central School of Arts and Craft à Londres en 1954 et à la Tokyo University of Fine Arts de 1959 à 1961.

## Récompenses
- 1993 : Membre de l'Ordre de la Colombie-Britannique[2]
- 1999 : Membre de l'Ordre du Canada
- 2003 : Prix du Gouverneur général du Canada en arts visuels et en arts médiatiques